# Karup Sogn (Viborg Kommune)
 For alternative betydninger, se Karup Sogn. (Se også artikler, som begynder med Karup Sogn)
Karup Sogn er et sogn i Viborg Østre Provsti (Viborg Stift).
Sognet var anneks til Thorning Sogn indtil det i 1787 blev anneks til Frederiks Sogn. Alle 3 sogne hørte til Lysgård Herred i Viborg Amt. Trods annekteringen var både Karup og Frederiks selvstændige sognekommuner i 1800-tallet. Ved kommunalreformen i 1970 dannede de Karup Kommune, som ved strukturreformen i 2007 indgik i Viborg Kommune.
I Karup Sogn ligger Karup Kirke.
I sognet findes følgende autoriserede stednavne:
- Alskov (bebyggelse)
- Bøgelund (bebyggelse, ejerlav)
- Gedhus (bebyggelse)
- Gedhus Plantage (areal)
- Haller Å (vandareal)
- Hessellund (bebyggelse, ejerlav)
- Hessellund Hede (areal)
- Høgild Mose (areal)
- Karup (bebyggelse, ejerlav)
- Kragsø (vandareal)
- Kølvrå (bebyggelse, ejerlav)
- Kølvrå Mose (bebyggelse)
- Majlund (bebyggelse)
- Moshale (bebyggelse)
- Neder Uhre (bebyggelse)
- Over Uhre (bebyggelse)
- Pilhuse (bebyggelse)
- Rabis (bebyggelse)
- Rabis Bæk (vandareal)
- Troldhøje (areal)
- Vallerbæk (bebyggelse, ejerlav, vandareal)
- Åhuse (bebyggelse)
- Åresvad Å (vandareal)